# Via della Vigna Vecchia
Via della Vigna Vecchia è una strada del centro storico di Firenze, che va da via Isola delle Stinche (angolo piazza San Simone, via dei Lavatoi) a piazza San Firenze (angolo con via del Proconsolo). Lungo il percorso si interseca con via dell'Acqua.

## Storia

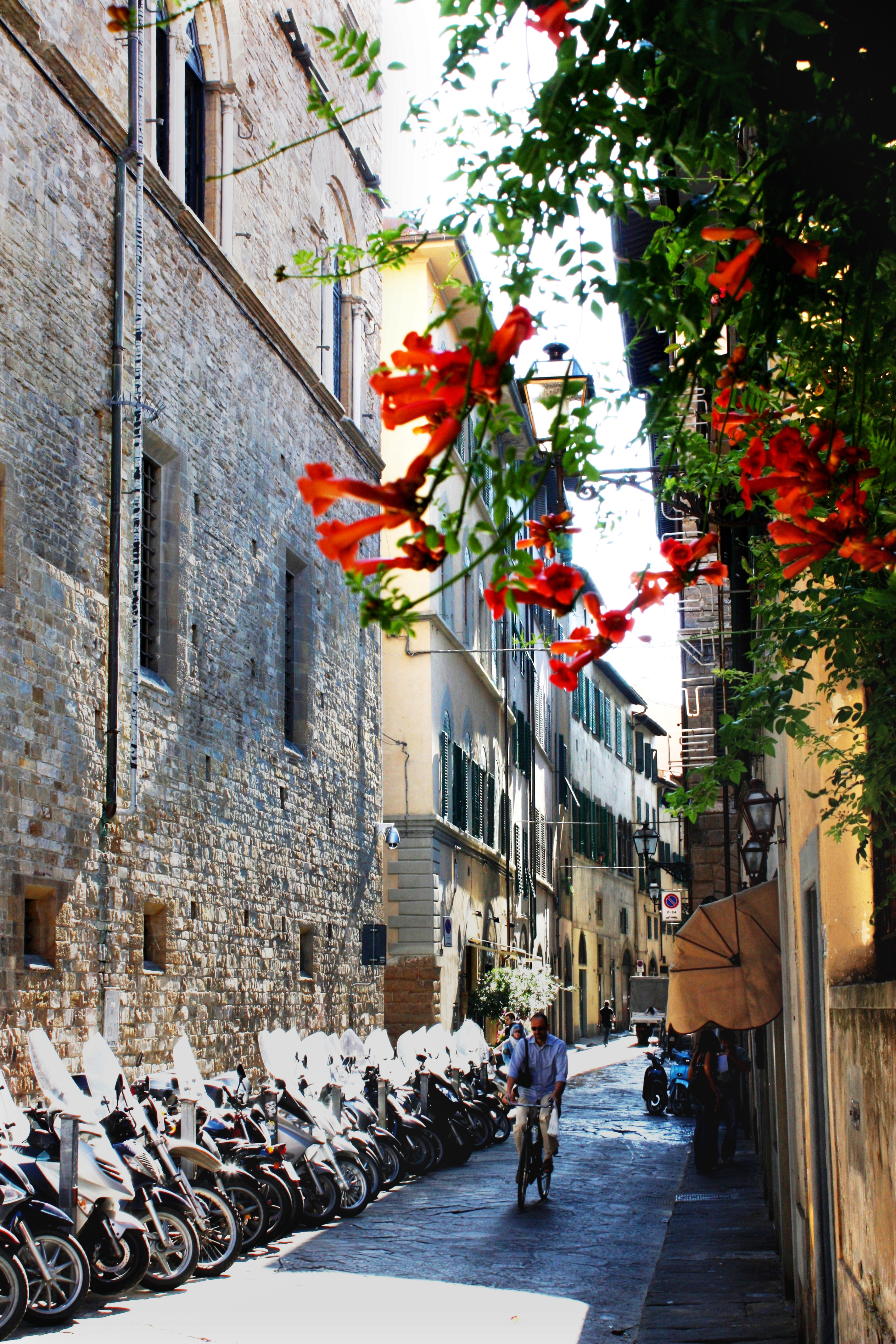
Veduta della strada

La denominazione, oltremodo antica, nasce in riferimento alla "vigna dei monaci della Badia Fiorentina, chiamata un tempo anche vigna di Sant'Apollinare dal nome della vicina chiesa non più esistente". Si sa che su questo vigneto nacque la chiesa di San Simone, e ai tralci di viti legati a mazzo farebbe riferimento anche il nome della vicina via dell'Anguillara. 
La strada venne detta "vecchia" per distinguerla dalla "vigna nuova" dei religiosi di San Pancrazio.
È ugualmente attestato, per il tratto tra via dell'Acqua e la piazza di San Firenze, il nome di via della Giustizia, dato dalla presenza del palazzo del Bargello dove risiedeva il Capitano di Giustizia.
Per quanto negli anni di Firenze Capitale (1865-1871) fosse stato approntato un progetto per la sua rettificazione, la strada non ha subito significative modifiche e conserva carattere antico, con la carreggiata a lastrico e gli antichi edifici posti in fregio che ne assecondano l'andamento blandamente curvilineo. Ad accrescerne il pregio è il limitato passaggio di pedoni e, complessivamente, il suo carattere riservato e appartato.

## Descrizione

### Edifici religiosi
Sulla strada si trovava il fianco di un'antichissima chiesa fiorentina, Sant'Apollinare, forse addirittura del VI secolo, sconsacrata nel 1755 e distrutta nel 1879. 
Su una parte del sito dell'antica chiesa e con un orientamento nord-sud invece del tipico est-ovest, venne edificata la chiesa Cristiana Evangelica dei Fratelli, che conserva un cortiletto porticato su un lato e ricco di memorie di sepolture medievali, che era anticamente il chiostro di Sant'Apollinare.

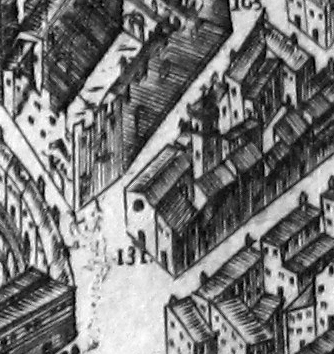
La chiesa di Sant'Apollinare nella pianta del Buonsignori (1594)
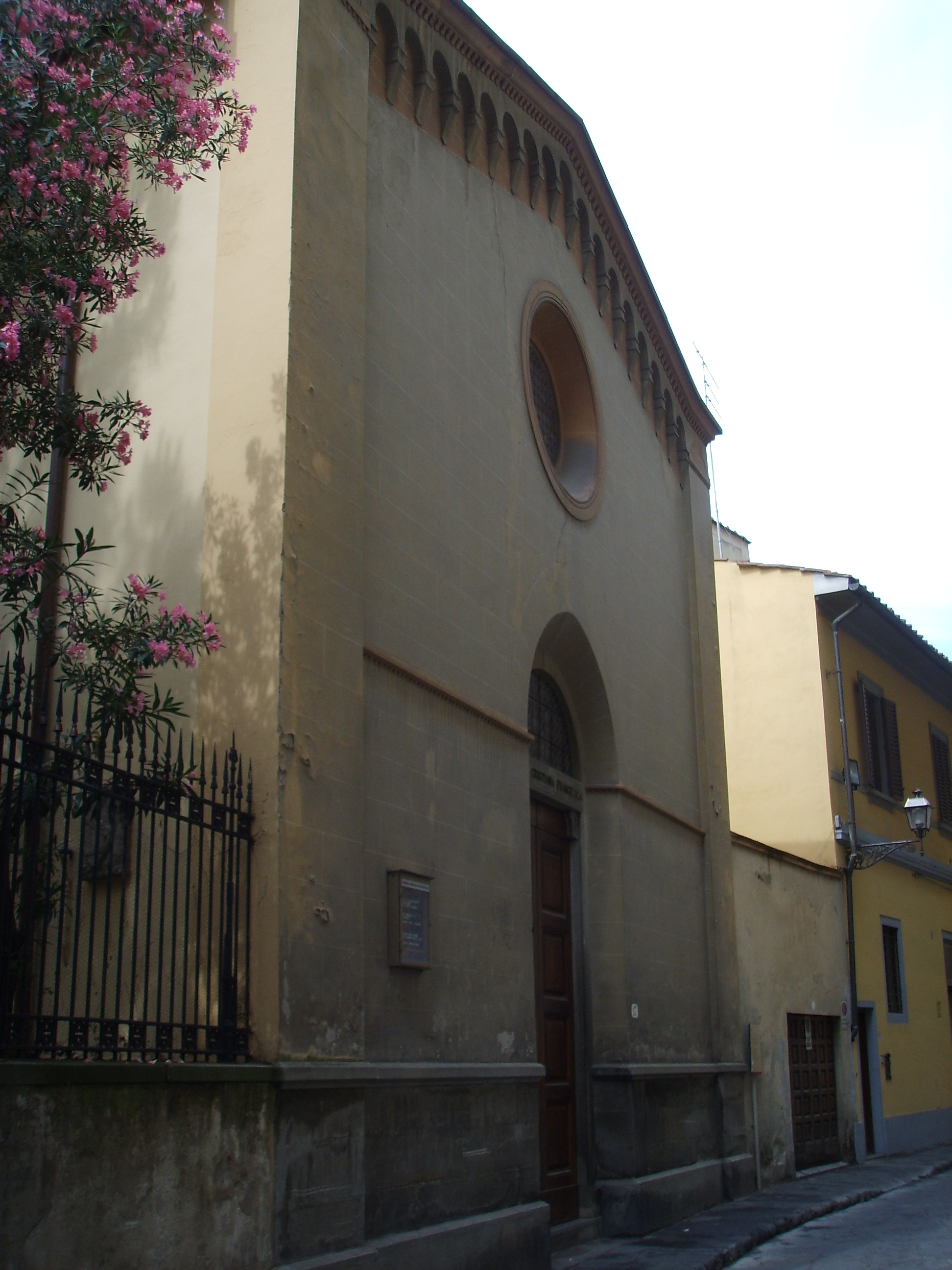
Chiesa Cristiana Evangelica dei Fratelli
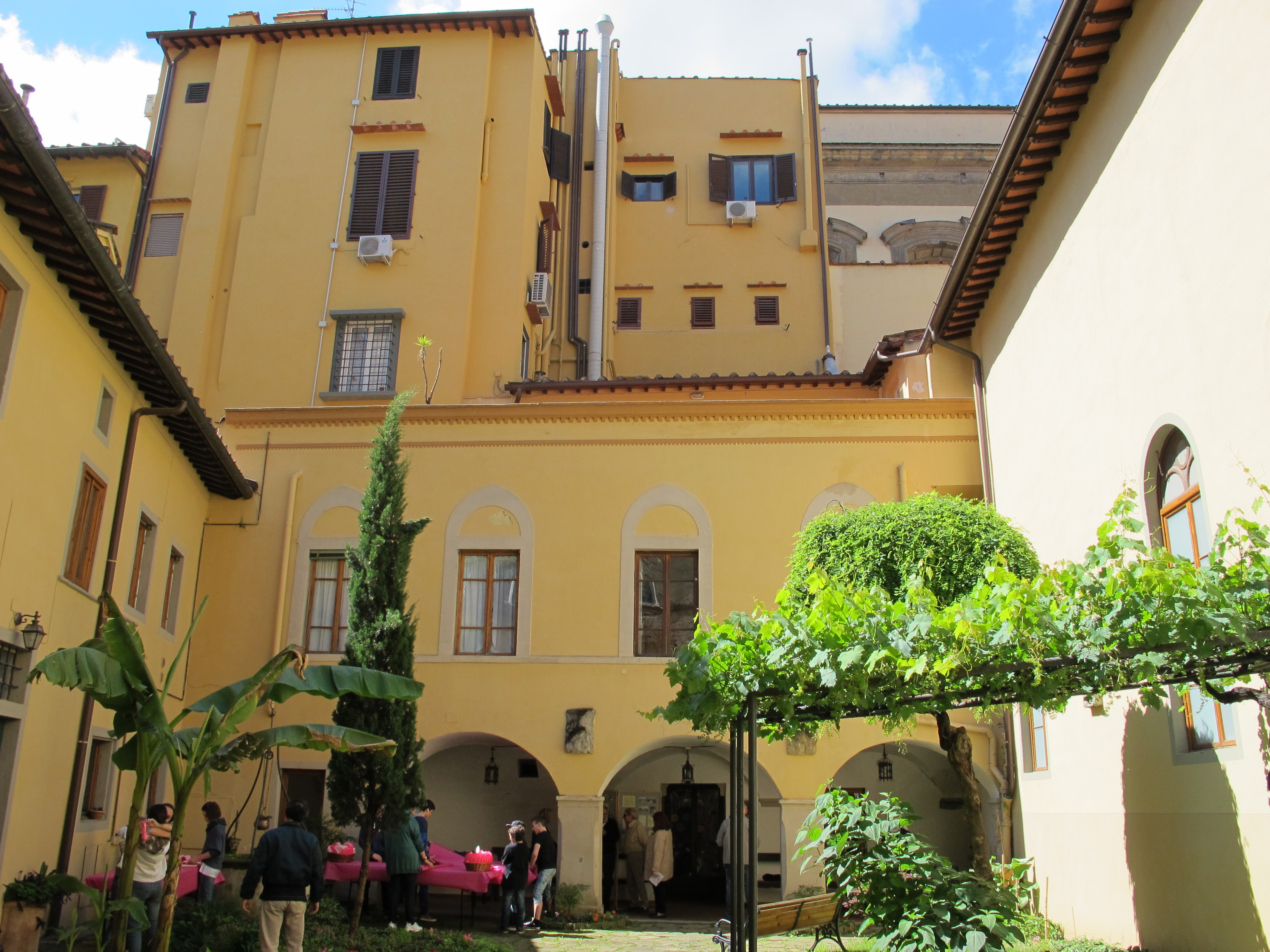
I resti del chiostro già di Sant'Apollinare, oggi pertinente alla chiesa evangelica

### Edifici civili
| Immagine | N°      | Nome                         | Descrizione |
| -------- | ------- | ---------------------------- | --- |
|          | 2       | Palazzo da Cintoia           | L'edificio, che si impone tra i più interessanti esempi di palazzo medievale tra quelli conservati a Firenze, fu già della nobile famiglia dei da Cintoia. Fu poi dei Bentivoglio esuli da Bologna, dei Serrati. Herbert Horne, nello scegliere la dimora della sua collezione fiorentina, fu incerto se comprare il palazzo da Cintoia, invece del Palazzo Corsi in via de' Benci. Nell'insieme l'edificio mantiene i caratteri propri delle nobili architetture civili fiorentine del Trecento con, sul fianco di via dell'Isola delle Stinche, l'aggetto sulle mensole e i tipici sporti per le botteghe, attualmente occupati da un ristorante. Tutti i fronti sono caratterizzati da pietre a vista, con bozze squadrate regolari fino al primo ricorso, e filaretto ai piani superiori. |
|          | 7r      | Rimessa                      | Un ampio portale doveva appartenere a una rimessa per carrozze, di cui compare uno stemma trinciato a due leopardi, e che si ritrova con due fornici, analoghi per forma sia dello stemma che del portale, anche su via delle Burella 6 rosso. Doveva trattarsi di una comoda entrata e uscita per carrozze di qualche palazzo della zona, essendo molto più facile per questo tipo di vetture procedere solo verso una direzione, piuttosto che fare retromarcia. |
|          | 18r-20r | Casa                         | Si tratta di un edificio abitativo popolare, con cinque piani su tre assi irregolari, e come altri edifici della zona presenta al piano terra un grande portone carrozzabile, a dimostrare come in queste strade interne si trovassero le rimesse per le carrozze e i cavalli dei grandi palazzi delle vie vicine. Presso il portone si trova una placca delle Assicurazioni Milano, che dovette possedere l'edificio in epoca recente. |
|          | 10      | Casa                         | In tutta probabilità questo grande edificio è nato dall'unione di almeno tre case, come si evince dalla diversa altezza dei piani e dalle aperture irregolari, il tutto però oggi legato da un unico intonaco tinteggiato di colore rossiccio. Presso il portone carrozzabile al n. 22 rosso si trova a circa due metri d'altezza una targhetta che ricorda il livello delle acque raggiunto durante l'alluvione di Firenze del 1966, quando infatti la zona di Santa Croce fu una delle più devastate in assoluto. Più in alto si nota un'elegante trifora composta da tre aperture ad arco a tutto sesto intervallate da colonnine e incorniciate in pietra serena. |
|          | 7       | Palazzo Libri                | Si tratta di un bel palazzo cinquecentesco, di forme grandiose e di disegno e misura ancora memori della tradizione quattrocentesca. Presenta al piano terreno cinque finestre inginocchiate e un portone alzato rispetto al piano stradale di tre gradini, soluzione decisamente inconsueta per l'architettura fiorentina, e che si ripropone identica nel secondo affaccio del palazzo (di pari dignità) su via delle Burella 14. Oltrepassato l'androne si accede a un piccolo cortile porticato su due lati opposti, che già Walther Limburger segnalava per l'eleganza delle forme riconducendolo all'inizio del XV secolo (nel 1427 il palazzo era di Agnolo di Piero Barucci). Su via della Vigna Vecchia si vedono al piano terra due buchette del vino: a destra in posizione consueta a mezza altezza sotto una finestra, mentre a sinistra del portale si trova in basso, confinante direttamente con le cantine. Più in alto, presso il 17 rosso, si vede un piccolo stemma forse francescano, che testimonierebbe il possesso di quel fondo da parte di un'istituzione religiosa, anticamente.                                                                                             |
|          | 9       | Palazzo Covoni delle Burella | Il grande e severo edificio, di origine trecentesca, conserva la memoria dei fornici del piano terreno e, al primo piano, l'originario filaretto. Sui fronti si susseguono i segni dei molti interventi successivi (soprelevazioni, rimodellazione degli archi, e via dicendo), di modo che i prospetti risultano oggi decisamente frammentati, lasciando qualche perplessità sul criterio seguito nel corso dell'intervento. Come osservato in alcuni altri casi, il restauro sembra offrire infatti un'utile lettura a chi è interessato a ricercare le matrici medioevali dell'edificio, ma per il resto appare ben poco rispettoso del palazzo se lo si vuole intendere nei termini di una struttura organica. |
|          | 14      | Casa                         | La casa annessa a palazzo Barucci, di cui condivide senza soluzione di continuità la scansione di archi in pietra al piano terra, era probabilmente (pur nella diversa origine) destinata alla servitù e alle attività di servizio, oltre che a rimessa delle carrozze, con il portone carrozzabile accanto al portalino che conduce a una scala per i piani superiori. L'edificio si sviluppa per sei piani su due assi. |
|          | 38r-40r | Palazzo Barucci              | In quest'area sono documentate nel Trecento proprietà dei Barucci, che possedettero questo palazzo fino al 1547, anno nel quale passò alla famiglia Filipepi. Si tratta di un grande edificio che attualmente si presenta con un fronte sviluppato su quattro piani per cinque assi su via dell'Acqua, di disegno riferibile a modelli propri dell'architettura fiorentina tra tardo Quattrocento e Cinquecento. Gli archi dei fornici e le cornici delle finestre appaiono tuttavia realizzati in malta di cemento, per quanto a imitazione di conci di pietra, a documentare un intervento di ripristino e riconfigurazione del disegno della facciata otto/novecentesco. Dell'antica fondazione e storia della fabbrica documentano, oltre alla parte inferiore della cantonata in pietra forte, la successione di tre grandi fornici su via della Vigna Vecchia, senza soluzione di continuità con l'edificio contiguo. |
|          | 11      | Casa                         | L'edificio, con ingresso principale su questa strada, presenta tre piani e una struttura delle aperture irregolari, sistemata verosimilmente nel XIX secolo, con il disegno delle finestre alle estremità in trompe l'oeil, che simulano quattro assi su entrambi i lati. Si segnala per la presenza sopra il portale di un fondo commerciale su via dell'Acqua di un pietrino consunto, ma riconoscibile come dello spedale degli Innocenti. |
|          | 16-18   | Palazzo del Bargello         | Il palazzo si segnala tra i primi edifici civili della città medioevale per importanza e grandiosità. Fu eretto a partire dal 1255 a fianco della torre detta la Volognana, quarantatré anni prima del palazzo della Signoria, quale sede del Capitano del Popolo. Tali lavori, terminati nel 1261, determinarono un grande parallelepipedo con il fronte principale su via del Proconsolo, soprelevato di un piano tra il 1340 e il 1345 da Neri di Fioravante, come attesta il diverso tipo di muratura osservabile dall'esterno, il tutto completato da ballatoi in legno a sbalzo. A partire dalla fine del Duecento si costruì, in varie fasi, il secondo corpo di fabbrica che guarda su via dell'Acqua. Attorno al 1295 si definì il cortile porticato, tra il 1316 e il 1320 furono rialzati i lati su via Ghibellina e la stessa via dell'Acqua, nel 1320 quello del lato su via della Vigna Vecchia. Questa parte retrostante dell'edificio ripete la sfilata delle bifore, queste più slanciate delle precedenti ed ha finestroni lobati in alto. Vi si trova un portale con le insegne del Comune di Finestre, e una grande bifora con la figura di un cavaliere scolpita tra gli archetti. |

### Lapidi
Sul palazzo da Cintoia si trova una lapide storica col nome della Società Anonima Edificatrice, dal carattere neomedievale, databile ai primi del Novecento.

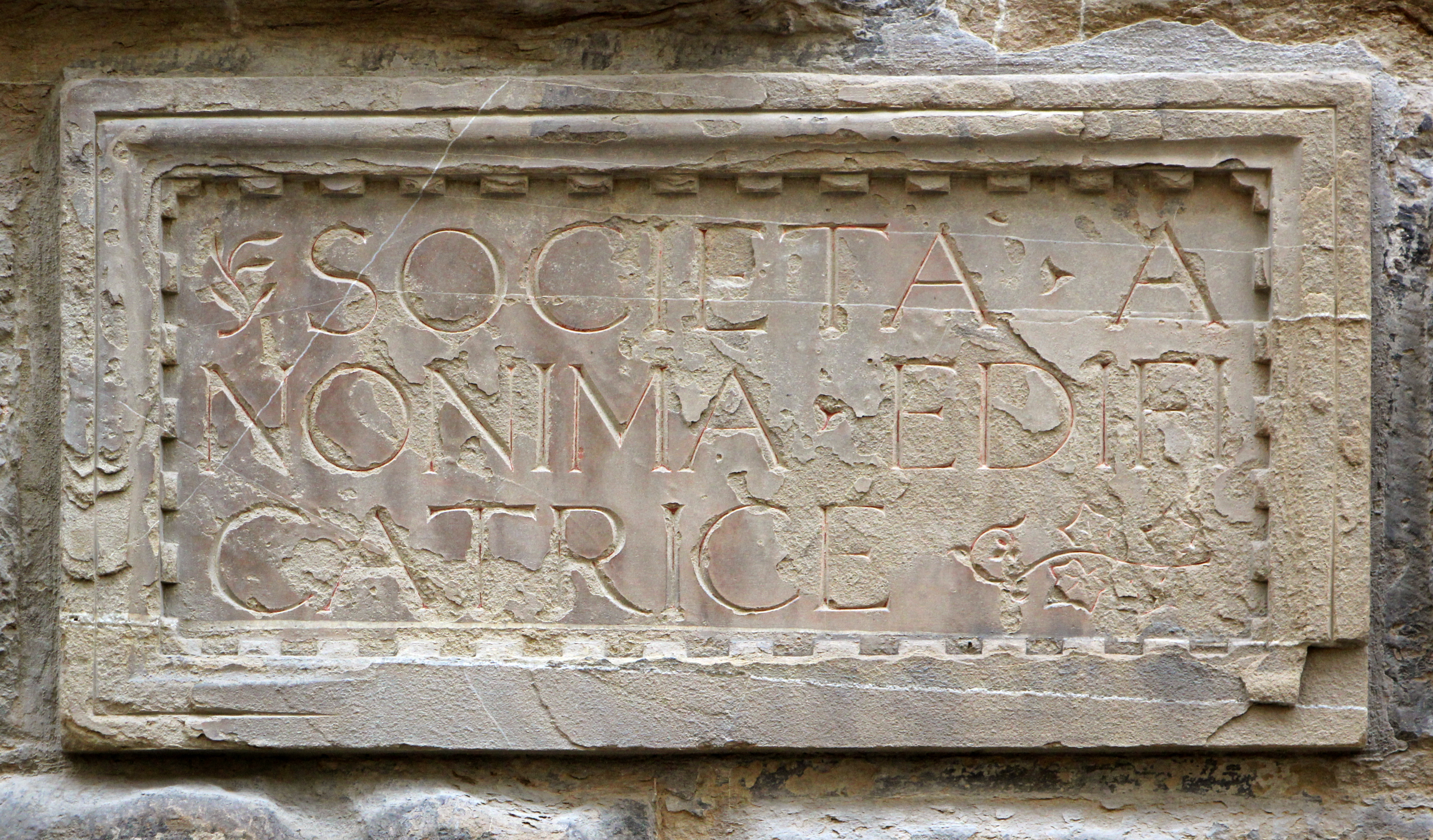

Sempre qui, nell'atrio, sotto a un busto del senatore Carlo Torrigiani, apposto dal suo discendente Pietro, si legge una lapide del 1899:
| IL MARCHESE _PIETRO TORRIGIANI _SENATORE DEL _REGNO SINDACO DI FIRENZE TENENDO OGGI LA PRESIDENZA DELLA SOCIETÀ ANONIMA EDIFICATRICE DONAVA QUESTO BUSTO DEL MARCHESE CARLO TORRIGIANI _FONDATORE DELLA ISTITU- ZIONE BENEFICA COMMEMORANDOSI DAL CONSIGLIO DIRET- TIVO IL CINQUANTESIMO _ANNIVERSARIO _DELL’ ANIMOSA INIZIATIVA PER LA QUALE _LE CLASSI _MENO _AGIATE EB- BERO ABITAZIONI _SALUBRI A MODICA _PIGIONE XX APRILE __MDCCCXLIX ___ MDCCCXCIC |